# Brokenteeth
 (novembre 2023).
La mise en forme du texte ne suit pas les recommandations de Wikipédia : il faut le « wikifier ».
Les points d'amélioration suivants sont les cas les plus fréquents. Le détail des points à revoir est peut-être précisé sur la page de discussion.
- Les titres sont pré-formatés par le logiciel. Ils ne sont ni en capitales, ni en gras.
- Le texte ne doit pas être écrit en capitales (les noms de famille non plus), ni en gras, ni en italique, ni en « petit »…
- Le gras n'est utilisé que pour surligner le titre de l'article dans l'introduction, une seule fois.
- L'italique est rarement utilisé : mots en langue étrangère, titres d'œuvres, noms de bateaux, etc.
- Les citations ne sont pas en italique mais en corps de texte normal. Elles sont entourées par des guillemets français : « et ».
- Les listes à puces sont à éviter, des paragraphes rédigés étant largement préférés. Les tableaux sont à réserver à la présentation de données structurées (résultats, etc.).
- Les appels de note de bas de page (petits chiffres en exposant, introduits par l'outil «  Source ») sont à placer entre la fin de phrase et le point final[comme ça].
- Les liens internes (vers d'autres articles de Wikipédia) sont à choisir avec parcimonie. Créez des liens vers des articles approfondissant le sujet. Les termes génériques sans rapport avec le sujet sont à éviter, ainsi que les répétitions de liens vers un même terme.
- Les liens externes sont à placer uniquement dans une section « Liens externes », à la fin de l'article. Ces liens sont à choisir avec parcimonie suivant les règles définies. Si un lien sert de source à l'article, son insertion dans le texte est à faire par les notes de bas de page.
- La présentation des références doit suivre les conventions bibliographiques. Il est recommandé d'utiliser les modèles {{Ouvrage}}, {{Chapitre}}, {{Article}}, {{Lien web}} et/ou {{Bibliographie}}. Le mode d'édition visuel peut mettre en forme automatiquement les références.
- Insérer une infobox (cadre d'informations à droite) n'est pas obligatoire pour parachever la mise en page.

Pour une aide détaillée, merci de consulter Aide:Wikification.
Si vous pensez que ces points ont été résolus, vous pouvez retirer ce bandeau et améliorer la mise en forme d'un autre article.
Kim Minha (coréen : 김민하), né le 28 février 1999, plus connu sous son nom de scène Brokenteeth (coréen : 브로큰티스), est un musicien sud-coréen de rock. Il a publié deux albums : The Letters (편지) (2021) et How to Sink Slowly (추락은 천천히) (2023).

## Biographie
BrokenTeeth a débuté avec son premier album, The Letters (편지), en 2021. L'album a gagné en popularité lorsqu'il a été présenté sur YouTube.
En février 2022, il sort son nouveau single, Paradox (당신의 사랑이 늘 행복하기를). Il a rejoint l'équipage Digital Dawn, qui comprend Parannoul, Asian Glow, Wapddi, Della Zyr et Fin Fior, et a tenu un concert ensemble en septembre 2022,,. Il a ensuite participé à l'émission The EBS Space. En décembre 2022, il a sorti le single Heaven Express (again).
Le 23 février 2023, il a publié son deuxième album How to Sink Slowly (추락은 천천히),. Sunnyvale de Sputnikmusic a décrit l'album en ces termes : "Quelle que soit la beauté d'un moment donné, il reste une sorte d'ambivalence dans la procédure."
En août 2023, il a donné un concert avec Byul.org, et a soutenu le concert After the Night de Parannoul.

## Discographie

### Albums studio
- 2021 : The Letters (편지)
- 2023 : How to Sink Slowly (추락은 천천히)

### Albums live
- 2023 : Broken Dental Clinic (수상한 치과)